# Subartum

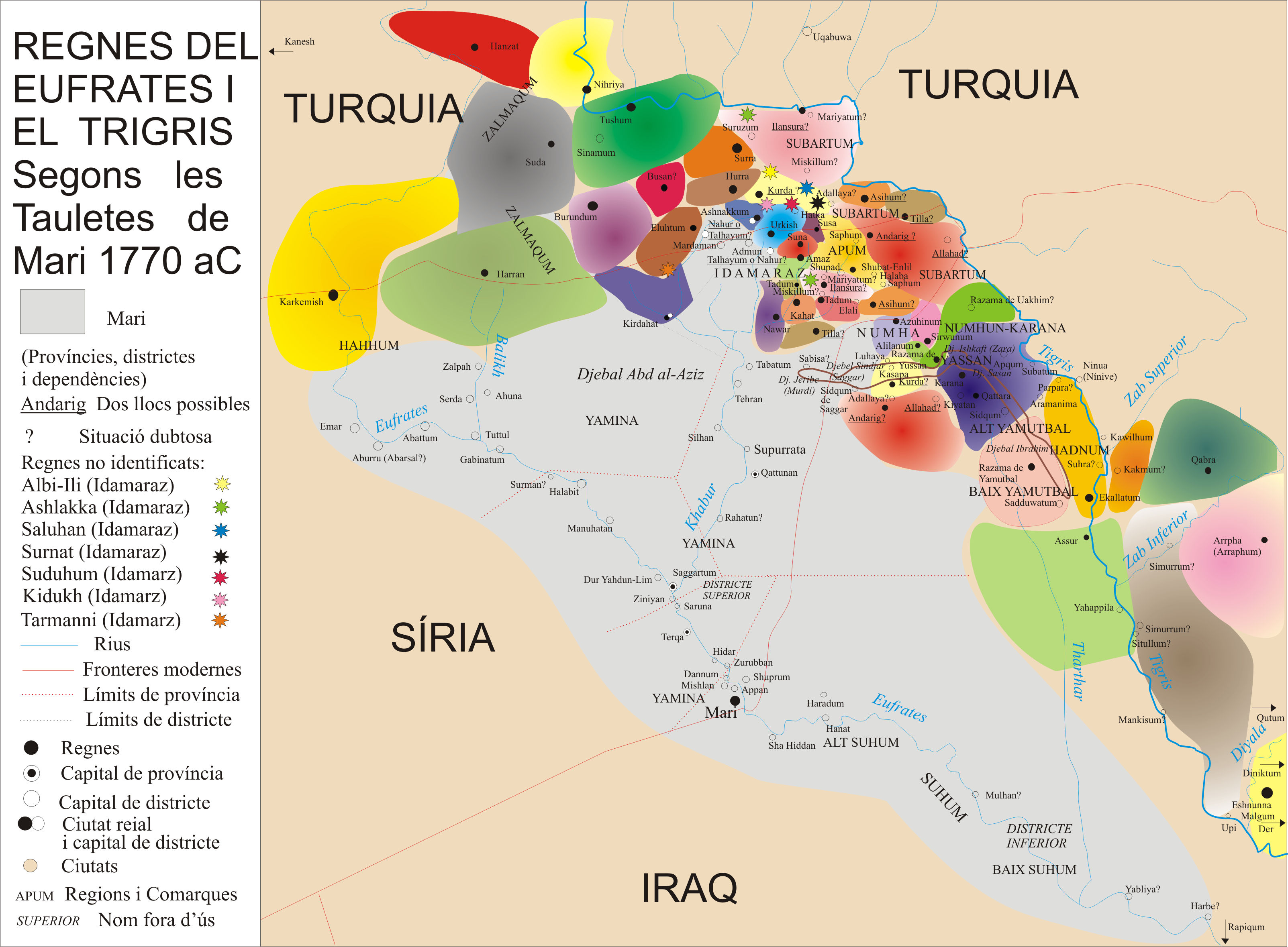
Mapa

Subartum és un nom geogràfic que no pot ser el mateix que el territori esmentat als texts assiris com Subartu, i que correspon al "territori dels afluents de la dreta del Tigris al nord del Sindjar" al nord i nord-est de l'Idamaraz. Pertanyia a Shamsiadad d'Ekallatum des de l'inici del segle xviii aC, però a la seva mort el 1775 aC va ser dominat per Zimri-Lim de Mari vers 1770 aC. Aquesta zona sembla correspondre bàsicament als regnes d'Ilansura i Andarig. Va passar a Babilònia el 1759 aC.